# خوتاکراتس وانک
خوتاکراتس وانک (ارمنی: Խոտակերաց վանք؛ انگلیسی: Khotakerats Vank) یک صومعه متعلق به کلیسای حواری ارمنی واقع در شهر خاچیک، استان وایوتس‌جور ارمنستان می‌باشد. ساخت و ساز این ساختمان در سده ۱۰ام میلادی؛ به پایان رسید. این بنا به سبک معماری ارمنی طراحی شده است.

## نگارخانه

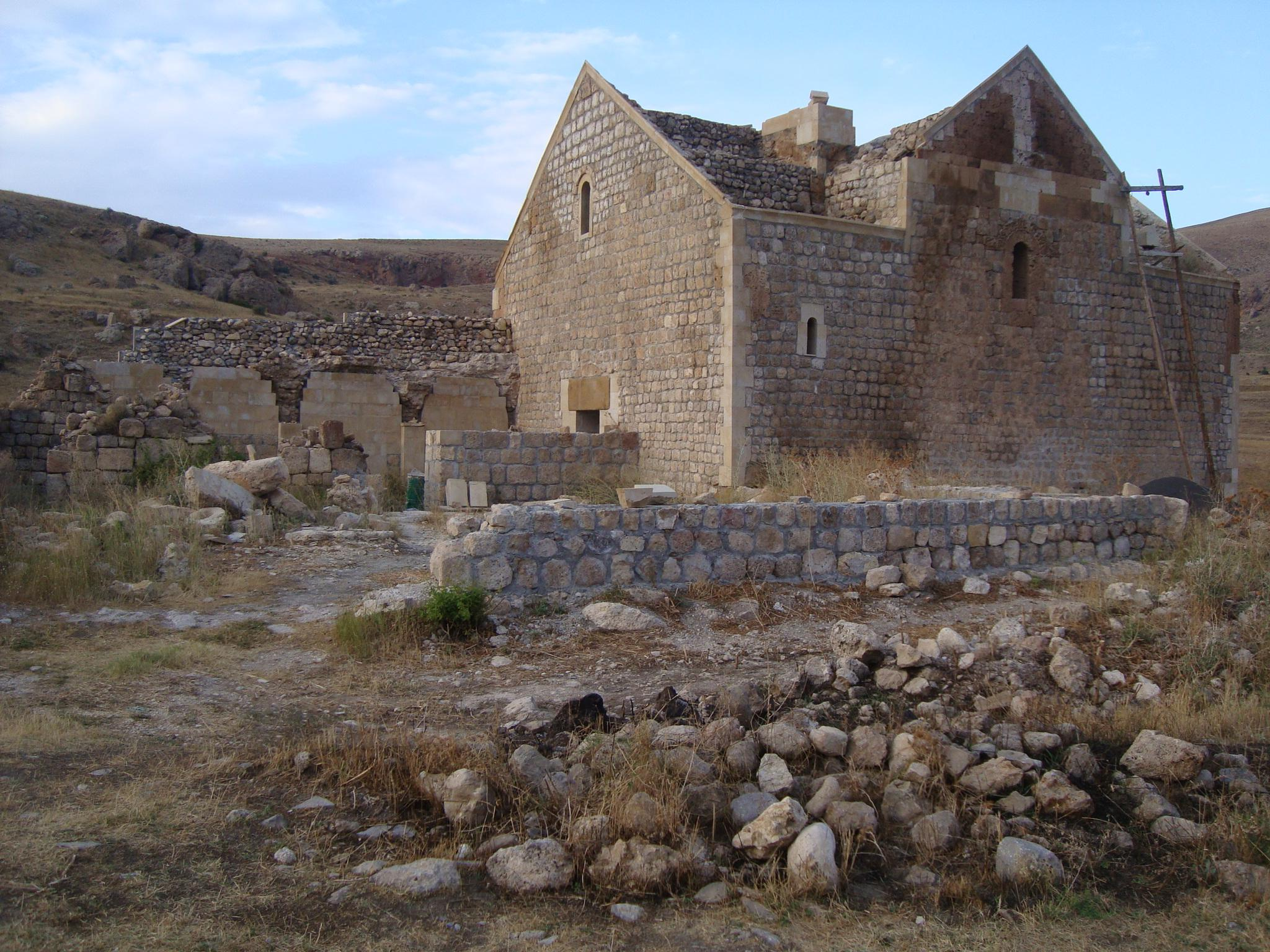
صومعه در حال بازسازی
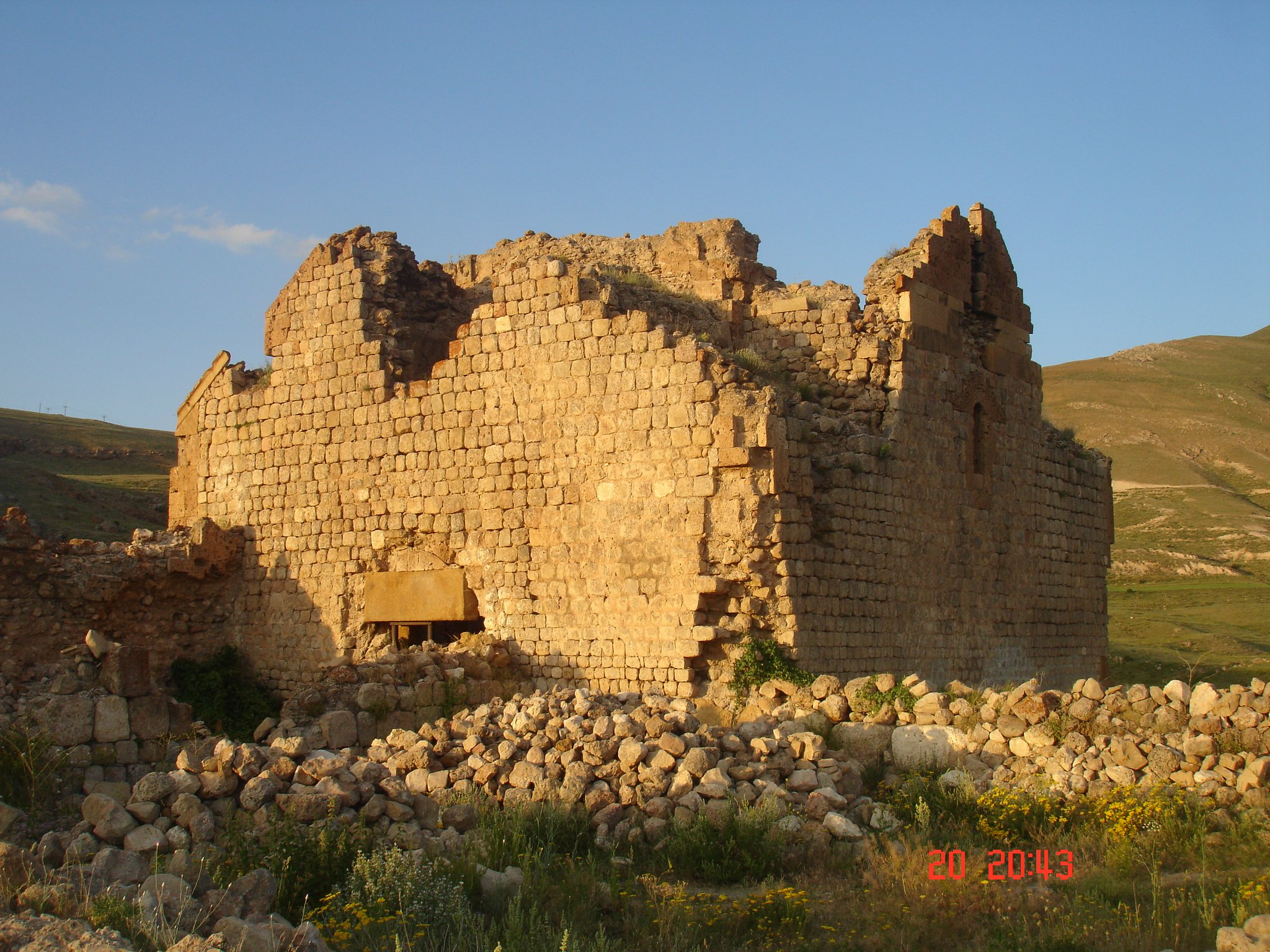
صومعه پیش از بازسازی (همان نما)